# Lynwood (Califòrnia)
Lynwood és una ciutat dels Estats Units a l'estat de Califòrnia. Segons el cens del 2007 tenia 72.984 habitants.

## Demografia
Segons el cens del 2000, Lynwood tenia 72.984 habitants, 14.770 habitatges, i 12.941 famílies. La densitat de població era de 5.560,3 habitants/km².
Dels 14.770 habitatges en un 41,38% hi vivien nens de menys de 18 anys, en un 54,17% hi vivien parelles casades, en un 20,6% dones solteres, i en un 10,1% no eren unitats familiars. En el 7,7% dels habitatges hi vivien persones soles el 2,6% de les quals corresponia a persones de 65 anys o més que vivien soles. El nombre mitjà de persones vivint en cada habitatge era de 4,8 i el nombre mitjà de persones que vivien en cada família era de 4,8.
Per edats la població es repartia de la següent manera: un 41,38% tenia menys de 18 anys, un 7,01% entre 18 i 24, un 31,04% entre 25 i 44, un 15,96% de 45 a 60 i un 4,61% 65 anys o més.
L'edat mediana era de 24 anys. Per cada 100 dones de 18 o més anys hi havia 104,2 homes.
La renda mediana per habitatge era de 40.886 $ i la renda mediana per família de 40.886 $. Els homes tenien una renda mediana de 23.241 $ mentre que les dones 19.149 $. La renda per capita de la població era de 10.640 $. Entorn del 21% de les famílies i el 23,5% de la població estaven per davall del llindar de pobresa.

## Poblacions més properes
El següent diagrama mostra les poblacions més properes.